# Khorramabad
Khorramabad este un oraș din Iran.